# Françoise Perroton

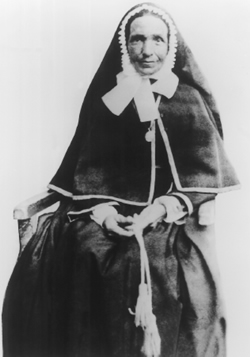
Marie-Françoise Perroton

Françoise Perroton (auch: Schwester Marie du Mont-Carmel) (* 6. Februar 1796 in Lyon; † 10. August 1873 in Ono, Futuna im Südpazifik) war eine französische römisch-katholische Maristenmissionsschwester SMSM und Missionarin in Ozeanien.

## Leben

### Lyon bis 1843
Françoise Perrotons wuchs im Zentrum von Lyon bei der Kirche Saint-Nizier auf, von der im 19. Jahrhundert eine intensive Missionsbewegung ausging. Ihr Vater, der in Lyon Kurzwarenhändler war und ihr eine gute Erziehung angedeihen ließ, starb, als sie 15 Jahre alt war. Sie musste für ihre Mutter sorgen und wurde Erzieherin in der angesehenen Familie Maire-Delaroche, ab 1833 Geschäftsführerin in der Familie Janmot, deren Sohn, der Maler Louis Janmot, mit der Lyoner Elite um Laurent-Paul Brac de La Perrière (1814–1894), und Frédéric Ozanam verkehrte. Seit 1820 war Françoise in dem von Pauline Jaricot aufgebauten Missionsverein Leiterin einer Spendergruppe. Der Missionsverein unterstützte die Lyoner Maristenpatres, die 1836 die Missionen in der westlichen Südsee übernahmen und 1841 in der Person von Pierre Chanel auf der Insel Futuna ihren ersten Märtyrer zu beklagen hatten. 1838 starben sowohl ihre Mutter als auch ihre Dienstherrin.

### Von Lyon nach Wallis (Uvea)
Als sie 1843 in dem vom Missionsverein herausgegebene Informationsblatt Annales de la propagation de la foi las, dass die Frauen von Wallis im Pazifischen Ozean um Übersendung frommer Frauen baten, weil die dort wirkenden Maristenpatres sich nur um die Männer kümmern konnten, beschloss sie 1845 mit Unterstützung durch Pierre Julien Eymard, als 49-jährige Frau den Rest ihres Lebens in die Mission am anderen Ende der Welt zu investieren.
Auf dem Schiff Arche d’Alliance der Laienorganisation Société française d’Océanie SFO unter Kapitän Auguste Marceau (1806–1851) reiste sie mit mehreren Missionaren vom 15. November 1845 bis zum 23. Oktober 1846 die 20 000 km über Valparaiso und Tahiti nach Wallis, wo sie auf den Missionsbischof Pierre Bataillon (1810–1877) traf und von König Soane-Patita Vaimua Lavelua I. in Mata Utu in einer Hütte untergebracht wurde. Sie war die einzige Europäerin auf der Insel. Sie begann ihr Erziehungswerk bei den einheimischen Mädchen und jungen Frauen. Zu ihren ersten Schülerinnen gehörte die spätere Königin Amelia Tokagahahau Aliki (1845–1895). Pfarrer war Ferdinand Junillon (1799–1871) aus Bourg-de-Péage. Neben dem Erzieherischen (vor allem Sauberkeit und Ordnungssinn, daneben Katechismus) widmete sie sich der Krankenpflege und der Haushaltsführung der Missionare.

### Das harte Leben in Wallis
Ihre Tüchtigkeit wurde von den Missionaren sehr gelobt, sie litt aber umso mehr unter der Einsamkeit, als sie nie zu einer fließenden Beherrschung der Sprache vordrang und sich immer als Fremde fühlte. Sie riet dringend ab, weitere Frauen zu schicken, da sie die Lebensbedingungen als unzumutbar einstufte. Junillon baute ihr ein festes Haus. Ihre Schülerinnenschar wuchs auf 100 an, wurde aber von ihr überwiegend als apathisch und gefühlskalt wahrgenommen und wenig geeignet, Erfolgsgefühl aufkommen zu lassen. Ihr offizieller Status war seit 1850 der einer Angehörigen des Dritten Ordens Mariens (Tiers Ordre de Marie, TOM, Laienmaristinnen).

### Überwindung der Krisen in Futuna. Im Dritten Orden Mariens
Als Bischof Bataillon im Sommer 1854 eine Reise über Sydney nach Frankreich antrat, begleitete ihn Françoise mit der Absicht, ihre Stellung aufzugeben. Da sich jedoch der erste Zwischenhalt auf der 200 km entfernten Insel Futuna wegen Ausfalls eines Schiffes verlängerte, blieb sie schließlich dort und ließ Bataillon allein weiterfahren. Auf dem Plateau Kolopelu, heute noch Ort einer Schule, nahm sie ihr Erzieherdasein wieder auf. Sie war zugehörig zur Pfarrei Notre-Dame des Martyrs, fühlte sich aber weiterhin einsam. Als sich Ende 1857 der Beginn einer tropischen Elephantiasis der Beine zeigte, geriet sie ein zweites Mal in die Krise und beschloss die endgültige Rückkehr nach Frankreich. Dahinein traf die Ankunft des Maristen Victor-François Poupinel (1815–1884) mit drei Frauen aus Lyon, Françoise Bartet (Soeur Marie de la Pitié, 1820–1894, aus Lyon, Gemeinde Saint-Nizier), Jeanne Albert (Soeur Marie de la Sainte-Espérance, 1831–1872, aus Saint-Chamond) und Marie Basset (Sœur Marie de la Miséricorde, 1830–1904, aus Saint-Laurent-de-Chamousset). Inzwischen hatten die Maristen einen Dritten Orden Mariens gegründet, in den nun Françoise Perroton eingekleidet wurde. Am 25. August 1858 legte sie in die Hände von Poupinel Profess ab und nahm den Ordensnamen Sœur Marie du Mont-Carmel an. Die Krise war überwunden.

### Im Alter einsam
Im Weiteren wurden zwei Schwestern für andere Inseln abgezogen, und nur Marie de la Pitié blieb bei ihr. Dafür wurde Junillon Ortspfarrer von Notre-Dame des Martyrs, wohin von Kolopelu ein zwar nicht langer aber beschwerlicher Weg führte. Schwester Marie du Mont-Carmel fühlte sich, mit 62 Jahren, zunehmend als Last für ihre Umgebung. Ab Sommer 1859 waren die Schwestern wieder zu viert, da Jeanne Albert zurückkam und Marie Meissonnier (Soeur Marie de la Merci, 1837–?, Tochter eines ruinierten Bankiers der Provence) dazustieß, doch wurde erstere wieder abgezogen und letztere in den nördlichen Teil der Insel (Sigave) geschickt, wo sie, obwohl allein, sehr erfolgreich wirkte. Dort wurde sie aber von Bataillon 1864 abgezogen und durch Marie de la Pitié ersetzt, mit der sich Marie du Mont-Carmel nicht gut verstand. So war letztere also wieder allein, wenn auch in der Nähe von Junillon, mit dem sie gut auskam. Dennoch fühlte sie sich zunehmend als unnütz und litt darunter.

### Noviziat bei den Missionsschwestern
Die 1861 von Euphrasie Barbier im Zusammenwirken mit den Maristen gegründete Kongregation „Notre-Dame des Missions“ (Missionsschwestern Unserer Lieben Frau, RNDM) verstand sich auch als Erbe der Dritt-Ordens-Schwestern in Ozeanien und suchte die Eingliederung der „Pionierinnen“ in den Orden. Die Ordensoberin, seit 1864 mit dem Ordensnamen Schwester Coeur de Jésus, unterhielt mit Marie du Mont-Carmel eine Korrespondenz in diesem Sinne, traf aber nur auf zögernde Gegenliebe, da sich Marie die von der Oberin geforderte Klausur unter den tropischen Bedingungen nicht vorstellen konnte. Dennoch legte sie (nach im August 1867 begonnenen Noviziat) zusammen mit Marie de la Pitié am 18. März 1869 „mit geschlossenen Augen“ die zeitliche Profess in die Hände von Pater Junillon ab, hatte aber das Bewusstsein, sich hineingeschmuggelt zu haben (par contrebande), da sie nicht nach der Regel lebte, nicht leben wollte und auch nicht konnte. Zu mehr kam es nicht mehr, da Euphrasie Barbier noch im selben Jahr beim Papst ihre Unabhängigkeit von den Maristen erreichte, eine Trennung, die den Schwestern in Ozeanien nicht bewusst war und über die sie wegen der Entfernung auch erst spät informiert wurden. Man nimmt aber an, dass Marie du Mont-Carmel, wie andere vor die Wahl gestellt, wieder zum Dritten Orden TOM zurückkehrte.

### Tod in Ozeanien. Anerkennung als Pionierin der Laienmission
Ab dem 4. September 1871 hatte Marie du Mont-Carmel wieder eine Gefährtin, Jeanne-Marie Autin (Soeur Marie Rose, 1839–1912, aus Jonzieux), die sie pflegte. Nachdem sie im letzten Lebensjahr bettlägerig war, starb sie im August 1873 im Alter von 77 Jahren und wurde am Ort beigesetzt. Sechs Monate später traf Euphrasie Barbier ein, von der Marie du Mont-Carmel brieflich immer mit dem größten Respekt behandelt worden war und die ihr kurz vorher noch geschrieben hatte: „Sterben Sie nicht, bevor ich eintreffe!“ Die bei Françoise Perroton hinterbliebene Korrespondenz ging bei einem Schiffbruch verloren. Ihre eigenen Briefe wurden 2001 herausgegeben. Der Dritte Orden wurde 1881 als Tiers Ordre régulier de Marie (TORM) offiziell begründet und 1931 offiziell in Soeurs missionnaires de la Société de Marie (SMSM) umbenannt. Die Kongregation nimmt inoffiziell Françoise Perroton als Gründerin („die den Anstoß gab“) für sich in Anspruch. Euphrasie Barbiers Kongregation „Notre-Dame des Missions“, die nach einem Schiedsspruch des Papstes Ozeanien aufgab und den TOM/TORM überließ, reklamiert ebenfalls Françoise Perroton als frühes Mitglied.

## Werke
- Letters of Marie Francoise Perroton, Sister Marie du Mont Carmel from 1845 to 1873. Hrsg. von Mary Emerentiana Cooney und Marie Ancilla Grosperrin. Missionary Sisters of the Society of Mary, Rom 2001.